# Walter Dittmann
Hugo Richard Walter Dittmann (* 14. September 1899 in Dresden; † 3. Dezember 1972 in Hamburg) war ein evangelischer Theologe, der von 1928 bis 1967 an St. Johannis-Harvestehude in Hamburg wirkte. Daneben war er in der Öffentlichkeit und in verschiedenen Ämtern präsent. 1954 sprach er im Deutschen Fernsehen das erste Wort zum Sonntag.

## Leben und Wirken
Walter Dittmann war der Sohn des Bildhauers Richard Dittmann und der Agathe Dittmann, geborene Haag, Tochter eines Fabrikbesitzers aus Lichte bei Rudolstadt. Seine Eltern lebten im damals noch nicht nach Dresden eingemeindeten Oberpoyritz. Walter Dittmann legte zu Ostern 1917 das Abitur in Dresden ab. Vom 2. November 1917 bis zum 4. April 1919 war er Soldat und stand so bis Ende des Ersten Weltkrieges im Felde. Danach studierte er Theologie an den Universitäten von Heidelberg und Rostock, letztere verließ er 1920. Bis Ostern 1922 besuchte er das Predigerseminar in Schwerin.
Ab Ostern 1923 war Dittmann Hilfsprediger, erst in Warnemünde und ab November 1924 am Güstrower Dom. Ab Mai 1925 war er Pfarrverweser (Stellvertreter) und dann Pastor in Kirch Kogel bei Güstrow. 1927 heiratete Dittmann die fast gleichaltrige Elisabeth Blohm, Tochter eines Rittergutbesitzers aus Zehna bei Güstrow. Aus der Ehe von Walter Dittmann und Elisabeth Blohm gingen sechs Kinder hervor, darunter der Kirchenmusiker Thomas Dittmann (1931–1998) und der Germanist Wolfgang Dittmann (1933–2014).
Im September 1928 wurde Dittmann Pastor an der Kirche St. Johannis-Harvestehude in Hamburg. Diese Pfarrstelle an der bedeutenden St.-Johannis-Kirche hatte Dittmann fast vier Jahrzehnte inne. Am 8. Mai 1954 sprach er das allererste Wort zum Sonntag im Nordwestdeutschen Rundfunk, eine Live-Übertragung im Fernsehen. 1956 wurde Dittmann als Nachfolger von Hans Ehlers zum Vize-Präsidenten der Hamburgischen Landeskirche gewählt. Im selben Jahr berief der Hamburgische Senat Dittmann als Nachfolger des Landesbischofs Theodor Knolle in den Hochschulbeirat.
Von 1957 bis zu seiner Pensionierung 1967 war Dittmann Studienleiter der Evangelischen Akademie Hamburg. Neben seiner Tätigkeit als Pastor war Dittmann Dozent am Hamburger Institut für Lehrerfortbildung, Prediger im Rundfunk und gefragter Gesprächspartner in vielen Diskussionsrunden, auf der Bühne und im Film. Walter Dittmann starb am 3. Dezember 1972. Er wurde auf dem Friedhof Ohlsdorf beerdigt.